# سانتا مارینلا
سانتا مارینلا (به ایتالیایی: Santa Marinella) یک کومونه در ایتالیا است که در استان رم واقع شده‌است.

## خصوصیات
سانتا مارینلا ۴۹٫۲ کیلومترمربع مساحت و ۱۷٬۶۴۳ نفر جمعیت دارد و ۷ متر بالاتر از سطح دریا واقع شده‌است.

## خواهرخوانده
شهرهای Kranjska Gora Municipality و ایتاکا، یونان خواهرخوانده‌های سانتا مارینلا هستند.